# Ибрагимова, Муттабар
Мутабар Ибрагимова (тадж. Муътабар Иброҳимова; 2 января 1930, Канибадам, Таджикская ССР, СССР — 18 мая 2009, Худжанд, Таджикистан) — советская и таджикская актриса театра и кино. Народная артистка Таджикской ССР (1974).

## Биография
Родилась в Канибадаме. Училась в Ленинабадском музыкальном училище (окончила в 1947 году). С 1947 года — актриса Ленинабадского музыкально-драматического театра имени А. С. Пушкина (ныне Театр музыкальной комедии им. Камоли Худжанди). Её первой ролью была Асалхон в «Гульсаре» Камиля Яшена и М. Мухаммедова. Среди других ролей — Мать в «Мать ждала» Файзулло Ансори, заглавная роль в «Нурхон» Камиля Яшена, Фармон-биби в «Бунте невесток» Саида Ахмада, Ширин в «Фархаде и Ширин» Камиля Яшена. Также снялась в нескольких кинофильмах.

## Фильмография
- 1983 — «Подарок» — эпизод
- 1982 — «Если любишь» — эпизод
- 1974 — «Кто был ничем» — жена Хасана

## Награды
- 1974 — Народная артистка Таджикской ССР.
- Орден «Знак Почета».
- Орден Президиума Верховного Совета Таджикистана.